# Jakob Mohorič
Jakob Mohorič, slovenski pravnik, politik, publicist in organizator,  * 27. april 1888, Njivica, Selca , † 7. februar 1976, Ljubljana.  
Mohorič je gimnazijo obiskoval v Kranju (1900–1908),  pravo pa je študiral na Dunaju, kjer je leta 1913 promoviral. Po končanem študiju je eno leto služboval pri Zadružni zvezi v Ljubljani, delal prakso na sodišču, bil nato odvetniški pripravnik in od 1922 samostojen odvetnik ter od njene ustanovitve predsednik Zadružno gospodarske banke.
Kot visokošolec je sodeloval pri Zori in Domoljubu tem je od leta 1909 do 1912 urejeval Domoljubovo prilogo Društvenik, ki je vsebovala predvsem navodila za društveno delovanje. Od 1912 do 1913 je bil urednik Narodnega dospodarja, v katerem je tudi še pozneje objavljal številne članke o gospodarstvu med katerimi so najvažnejši: Zadružništvo in velepodjetja (1923), Dve osnovni napaki projekta za zakon o državni poljedelski banki (1924), O prisilni poravnavi (1924), Vprašanje obrestne mere (1925), O zaščiti vlagateljev in upnikov (1929), Oderuštvo v novem kazenskem zakonu (1930). Sodeloval je še pri drugih časopisih in revijah in objavil mnogo člankov v medvojnem času, ki so se nanašali na probleme življenja v Jugoslaviji. Pisal je večinoma o aktualnih vprašanjih, zadružništvu, kmetskih zadevah, o stanovskih in političnih stvareh, o agrarni reformi, socialnih in pravnih problemih in drugo.
Mohorič je sodeloval je pri raznih organizacijah, bil član načelstva Zadružne zveze (od apr. 1919), podpredsednik Gospodarske zveze (1920), predsednik Oblačilnice, odbornik Kmečke zveze od ustanovitve in predsednik Prosvetne zveze od 1923 do njene razpustitve v febr. 1933. Politično je bil pristaš SLS, član njenega izvršilnega odbora od konca 1. svetovne vojne do 1926.
Mohorič je bil vnet zagovornik slovenske narodne avtonomije v Jugoslaviji in glede tega vprašanja kritiziral oportunizem vodstva SLS. Po letu 1935 je pripadal t. i. krogu Stare SLS, približeval se je mladi krščanski socialistični stuji in sodeloval z njo; na parlamentarnih volitvah 1938 je podpiral slovensko ljudsko fronto. Po okupaciji 1941 se je družil z A. Gosarjem in njegovo skupino Združeni Slovenci, ki je hotela posredovati med OF in Slovensko zavezo. Po koncu vojne mu je bilo onemogočeno javno delovanje, pozneje pa je dobil dovoljenje za opraljanje odvetniškega poklica.